# Herb Pyskowic
Herb Pyskowic – jeden z symboli miasta Pyskowice w postaci herbu.

## Wygląd i symbolika
Herb przedstawia w czerwonym polu tarczy herbowej dwie srebrne ceglane wieże obronne jednakowej wysokości, każda zwieńczona trzema blankami i każda posiadająca jeden czarny, wąski otwór strzelniczy. U ich podstawy fragment obwodowego ceglanego muru obronnego, także srebrnego.

## Historia
Herb pojawił się po raz pierwszy na pieczęci z 1454 r. – wieże bez muru. W XVI w. pojawił się mur, a jego nietypowy zarys stał się przyczyną zniekształcenia herbu w XVIII w., kiedy zamiast muru pojawił się półksiężyc. Dopiero niedawno przywrócono prawidłowy, pierwotny rysunek.